# 克拉靈頓
克拉靈頓（英語：Clarington）是一個位於加拿大安大略省南部杜林區的自治体，座落安大略湖北岸，並是大多倫多地區及金馬蹄地區的最東端城鎮。據2016年加拿大人口普查所示，克拉靈頓自治体內有92013名居民，而此自治体亦是奧沙華都會區的一部分。
安大略省政府於1973年改革此帶地域的地方政府，原有的寶文圍鎮（Bowmanville）、克拉克鄉（Clarke Township）和達靈頓鄉（Darlington Township）於1974年合併成新的紐卡素鎮（Town of Newcastle），名稱來自克拉克鄉内的紐卡素社區。有見該名稱容易造成混淆，紐卡素鎮於1994年正式更名為克拉靈頓自治体，名稱由舊有的克拉克鄉（Clarke）和達靈頓鄉（Darlington）合併而成。

## 交通
下列省級公路途經克拉靈頓：
- 401號公路為區内的主要高速公路，呈東西走向橫越克拉靈頓的南部
- 407號收費公路東端起點位於克拉靈頓内的奧羅諾社區（Orono），繞過401號公路在大多倫多地區最繁忙的路段
- 418號收費公路全線位於克拉靈頓境内，呈南北走向連接401號和407號公路[4]
- 35號和115號省道共構路段的南端亦位於克拉靈頓内，自此往北和東北分別通往卡沃薩湖市和彼得堡

GO通勤鐵路的湖濱東線雖然不達克拉靈頓，但當地居民仍可到奧沙華火車站乘搭該鐵路服務。維亞鐵路的城際客車駛經克拉靈頓，卻不在自治体内停靠；乘客需在奧沙華或合普港（Port Hope）火車站上落。
區内的巴士服務由杜林區公車局（Durham Region Transit）提供。該機構於2006年由杜林區内各城鎮的公共交通機構合併而成；在此之前，克拉靈頓的巴士服務則由克拉靈頓公車局提供。另外，GO運輸公司亦提供通勤巴士路綫服務克拉靈頓。

## 人口
據2016年加拿大人口普查所示，克拉靈頓居民數目為92,013人，較2011年的84,548人上升8.8%。區内有33,384戶私人住宅，當中32,838戶為慣常住戶居住。
2011年普查數據顯示，區内91.2%居民以英語為母語、法語佔1.8%、荷蘭語則佔0.8%。

## 外部連結
- （英文）Municipality of Clarington （页面存档备份，存于）－克拉靈頓自治區政府網站